# Catedral de la Inmaculada Concepción (Bar)
La Catedral de la Inmaculada Concepción (en montenegrino: Katedrala Bezgrešnog Začeća) es el nombre que recibe un edificio religioso que pertenece a la Iglesia católica y se encuentra ubicado en la localidad de Bar una ciudad costera perteneciente al país europeo de Montenegro, situada frente al mar Adriático.
El templo sigue el rito romano o latino y funciona como la sede de la arquidiócesis de Bar (Archidioecesis Antibarensis) que fue creada como diócesis en el siglo X en ese entonces sufragánea de la Archidiócesis de Split-Makarska y elevada a Arquidiócesis en el 1034.
El actual edificio sirve como catedral desde 1828.

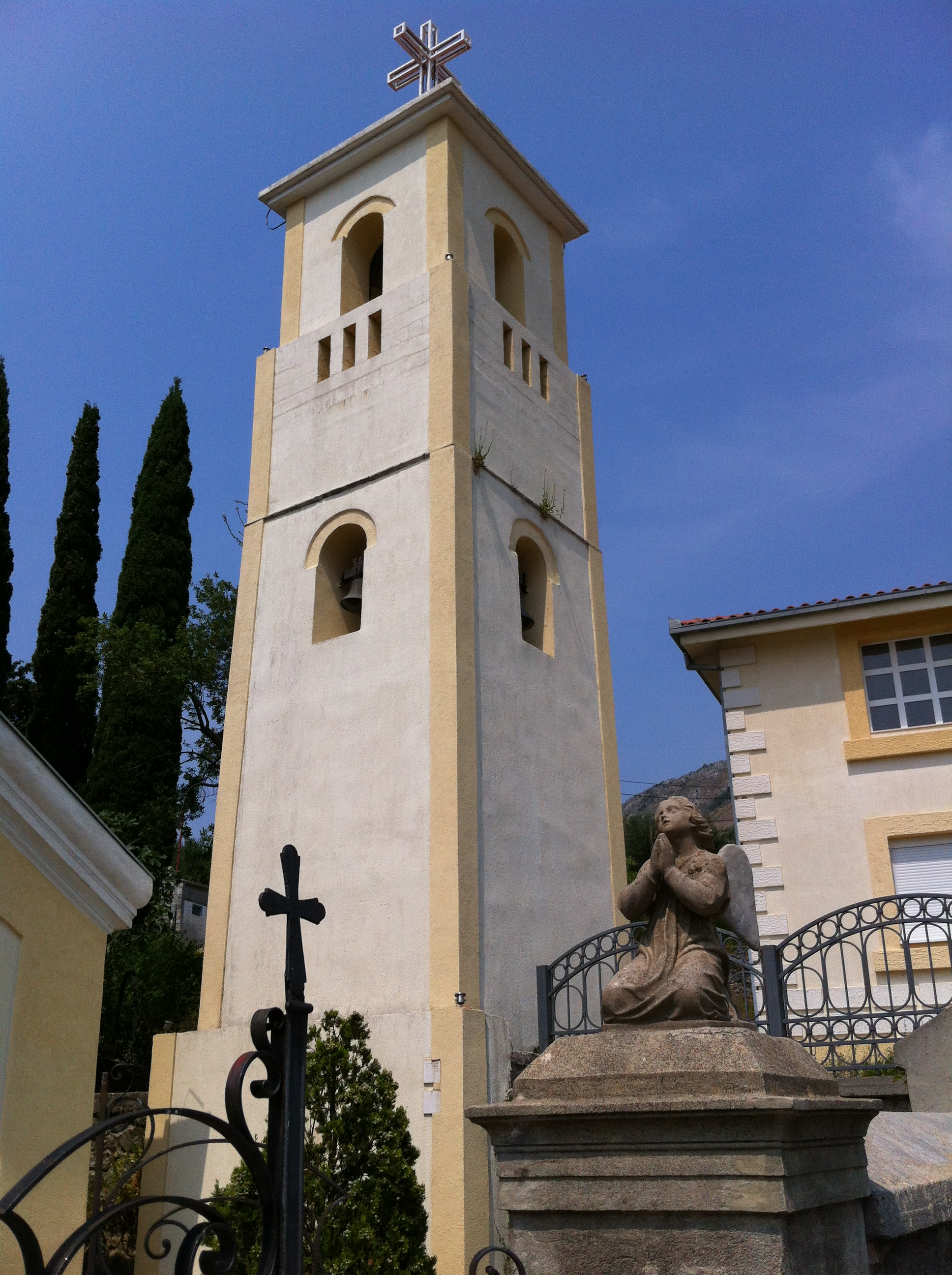
Vista exterior del templo